# 財部能成
財部 能成（たからべ やすなり、1958年（昭和33年）1月6日 - ）は、日本の政治家。元長崎県対馬市長（2期）。

## 来歴
長崎県下県郡厳原町出身。福岡大学人文学部中退。厳原町役場、対馬市役所に勤務し、その後、西日本新聞記者（対馬通信部）となる。

### 2008年対馬市長選挙
2008年の対馬市長選挙に立候補し、現職の松村良幸を破って初当選した。3月28日に市長に就任した。
※当日有権者数：30,447人 最終投票率：82.67%（前回比：-5.1pts）
| 候補者名 | 年齢 | 所属党派 | 新旧別 | 得票数   | 得票率 | 推薦・支持 |
| -------- | ---- | -------- | ------ | -------- | ------ | ---------- |
| 財部能成 | 50   | 無所属   | 新     | 15,065票 | 60.8%  | -          |
| 松村良幸 | 65   | 無所属   | 現     | 9,732票  | 39.2%  | -          |

### 2012年対馬市長選挙
2012年の市長選挙でも再び立候補した松村と新人1人を破って再選した。
※当日有権者数：28,426人 最終投票率：81.7%（前回比：-0.97pts）
| 候補者名 | 年齢 | 所属党派 | 新旧別 | 得票数   | 得票率 | 推薦・支持 |
| -------- | ---- | -------- | ------ | -------- | ------ | ---------- |
| 財部能成 | 54   | 無所属   | 現     | 10,044票 | 44.1%  | -          |
| 松村良幸 | 69   | 無所属   | 元     | 7,067票  | 31.0%  | -          |
| 武末裕雄 | 67   | 無所属   | 新     | 5,666票  | 24.9%  | -          |

2016年の市長選挙には立候補せず、3月27日に退任した。翌2017年に株式会社Tri-Waveを創立、代表取締役社長となる。2019年の長崎県議会議員選挙に立候補したが落選した。